# آنتون دودچنکو
آنتون دودچنکو (انگلیسی: Anton Dudchenko؛ زادهٔ ۱۷ دسامبر ۱۹۹۶) ورزشکار دوگانه اهل اوکراین است که در شهر سومی زاده شد.